# Казилина I (Фрозиноне)
Казилина I је насеље у Италији у округу Фрозиноне, региону Лацио.
Према процени из 2011. у насељу је живело 38 становника. Насеље се налази на надморској висини од 78 м.